# Andrew N. Robertson
Andrew N. Robertson (* 1974) je britský herec, zpěvák, kytarista a inženýr.

## Kariéra
V roce 1993 ztvárnil po boku Charlotte Gainsbourgové jednu z hlavních rolí ve filmu Betonová zahrada režiséra Andrewa Birkina. Dále hrál v seriálu Gormenghast (2000). Později se věnoval výzkumu v oblasti digitální hudby. V roce 2009 získal výzkumné stipendium od Královské akademie inženýrství. Je autorem několika odborných publikací. V roce 2011 vyvinul software s názvem B-Keeper, který umožňuje bubeníkům zrychlit nebo zpomalit tempo hudby s předem naprogramovaným materiálem. Sám hraje na kytaru ve spacerockové skupině Higamos Hogamos. Dříve působil ve skupině Truck.